# 新安郡鹽田奴隸事件

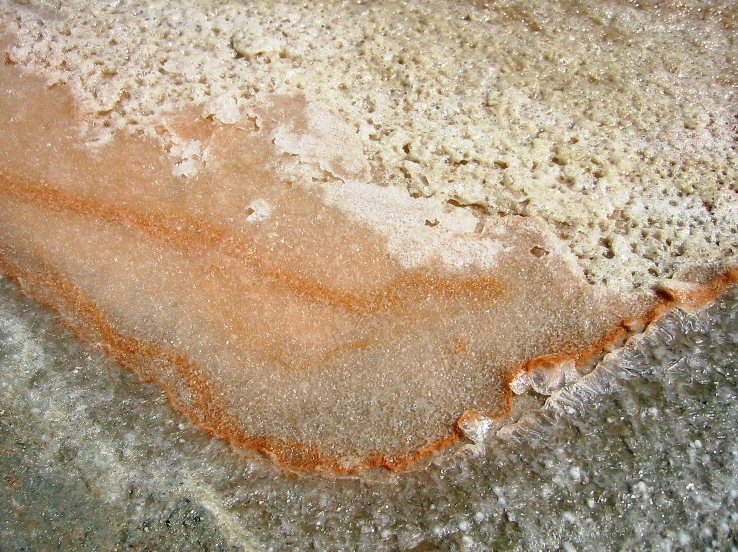
通过蒸发海水获得的食盐结晶。新安郡约占韩国海盐年生产量的75%。

新安郡盐田奴隶事件（韓語：신안군 염전 섬노예 사건）是2014年1月28日发生在韩国全罗南道新安郡新义面下泰东里某盐田中，两名因工资拖欠和拘禁遭受虐待的残障人士被警方解救的事件。
视障人士金某受职业介绍人以「提供食宿并有望赚大钱」的说辞引诱，于2012年7月进入新义面某盐场工作。在每日睡眠不足五小时且被迫从事高强度体力劳动的情况下，金某因不堪忍受曾三次尝试逃跑，但均告失败。由于盐场主洪某严格监控，金某与外界联系渠道完全隔绝，最终在2014年1月13日趁外出至镇内时，成功将暗中写好的信件寄予母亲。首尔九老警署失踪调查组于1月28日将两名受害者从岛内救出，并于2月6日以营利诱拐罪名将盐场主洪某刑事立案。该案件经KBS追踪60分钟栏目于2014年3月15日播出。随着当地警方与盐场业者勾结的质疑声起，木浦警察署于3月11日将辖下13个岛屿派出所中87名警察中的74名调职处理。

## 事件概要
2008年11月，智障人士蔡某通过全罗南道木浦市某职业介绍所进入新义面新义岛的盐场务工。2012年7月视障人士金某也被带入该岛，直至被警方解救前，蔡某与金某分别在该盐场遭受长达5年2个月和1年6月的无薪强迫劳动。由于不堪忍受每日19小时的高强度劳动与暴力殴打，金某曾三次尝试逃离但均未成功。某次借去镇内理发店理发之机，他冒险在附近邮局将事先写好的信件寄给母亲。虽然周围设有派出所，但金某知晓巡警同属犯罪集团一伙而未敢报案。金某母亲收到信件后立即向首尔九老警署举报，该署失踪调查组遂假扮购盐商贩展开侦讯，最终成功解救正在盐田劳作的金某及同在现场的蔡某。
2014年2月6日，首尔九老警署以营利诱拐罪名对涉嫌将残障人士诱骗至盐场的中介从业者及盐场主洪某提起刑事诉讼。
首尔南部地方法院于2014年8月28日对本案作出判决：盐场主因利诱收容罪判处有期徒刑三年六个月；职业介绍所涉案人员因营利诱骗罪分别判处有期徒刑二年及二年六个月，并处罚金一千万韩元。

## 背景

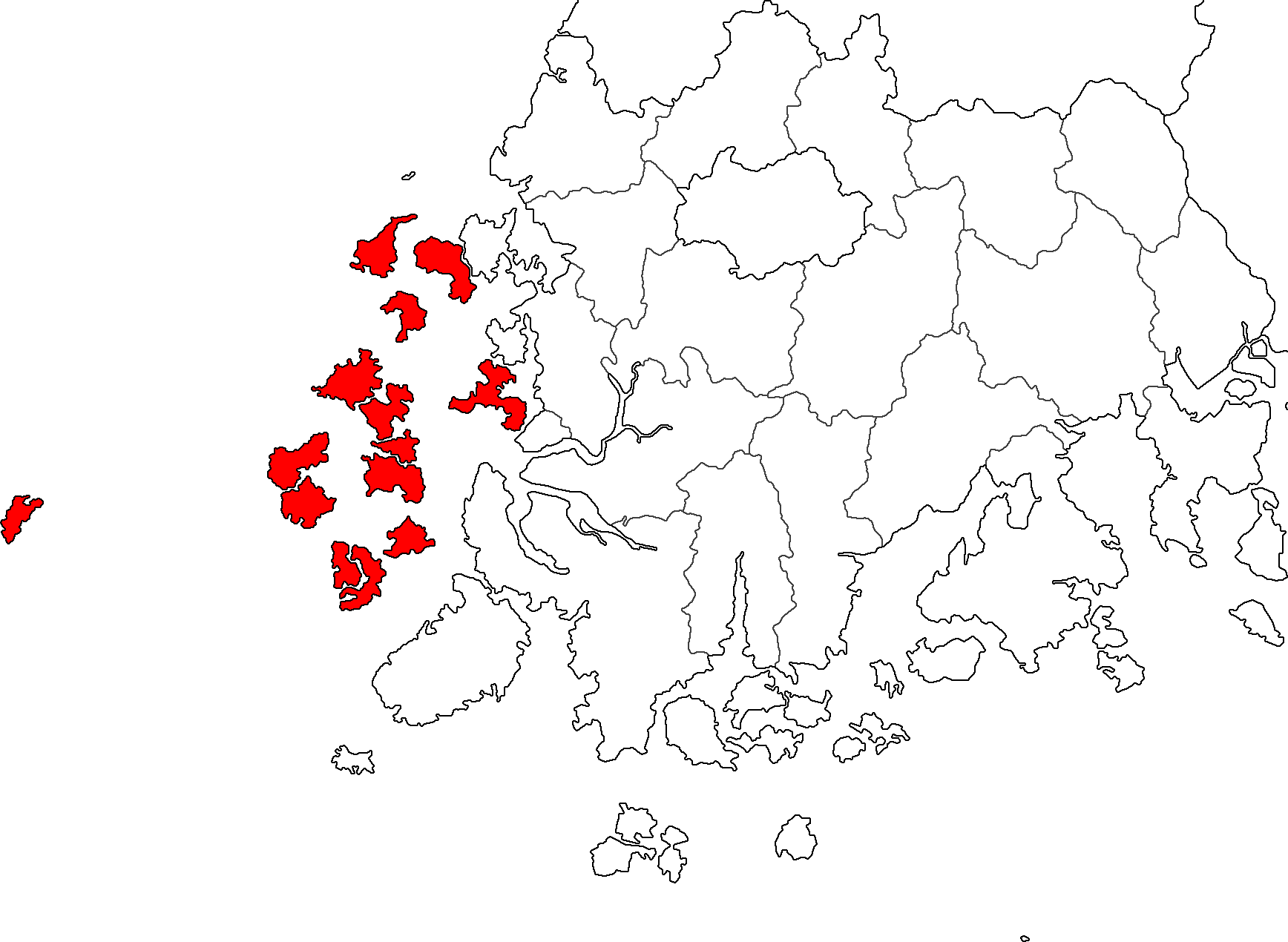
位于全罗南道的新安郡由72座有人岛和932座无人岛组成。

新安郡行政区划包含72座有人岛和932座无人岛。仅岛屿面积即达655平方公里，若计入海域与陆地总面积则相当于首尔特别市的22倍。这片广袤区域仅由36处治安中心及派出所所属的木浦警察署百余名警员管辖，此前基督教团体就多次对该地区的治安真空提出警示。某基督教团体负责人表示：「若新安郡设有警察署，盐田从业者的监督管理必不致陷入如此放任状态。」
但有观点指出，责任方新安郡当局将「盐田奴隶」事件单纯归咎于管理人员不足亦有失偏颇。受害者工作的盐田距离新义派出所仅约700米。
该派出所2010年曾获评全南地方警察厅「最佳离岛派出所」称号。调查还揭露，被怀疑涉及盐田奴隶事件的新安郡议会议员长期接受政府特殊待遇。据披露，时任郡议会副议长朴某通过行政协议，曾以非公开方式获得超过34万平方米的虾类养殖场使用权限长达16年。
新义岛年海盐产量达80,000吨，岛上239户盐农年收入总额达31.9亿韩元。但多数盐场经营者在缺乏政府支持机制的情况下，长期受困于生产模式的劳动密集型特点、结构性用工荒、从业人员高龄化等发展困境。
盐田主通常通过非法职业介绍所雇佣劳工，需为每人预先支付400至500万韩元的中介费及预付款。当地居民解释称，由于招聘的盐工若在合约期满前擅自离开会造成经济损失，因此盐场主长期采取强制手段防止工人逃跑。

## 事件后续影响

### 岛屿奴隶卡特尔争议
在此次事件中，两名受害人并非由辖区所属的木浦警察署新义派出所警察救援，而是被伪装成食盐采购商的首尔地方警察厅九老警察署失踪调查组成功解救。事件曝光后，网民强烈质疑辖区派出所在受害人遭受强迫劳动期间的不作为。该所由4名警察两人一组轮班执勤，一名警员致歉称「虽已尽力履职，但未能及时发现此类事件深感惭愧，将加强全岛巡视以防重演」。
韩国警察厅特别派遣由6人组成的督察组进驻全南地方警察厅及木浦警署，重点调查辖地警员是否存在默许劳动剥削行为。全南残疾人权中心主任许志勇指出，新义岛存在共谋结构，使得居民无人向警方举报遭压迫的劳工。

### 后续实地调查
时任韩国总统朴槿惠在2月14日工作会议上发表特别讲话指出：「近期发生的盐田奴隶事件实属21世纪不应存在的骇人听闻之事，必须彻底根绝此类事件再次发生。」她还强调：「现实往往比小说更荒诞离奇，谁能想象在当今社会依然存在这种情况...要求检警系统对其他偏远岛屿进行全面排查。」
由全南木浦警察署、木浦劳动厅和新安郡政府组成的联合调查组，在2014年2月7日至2月14日的正式调查期间，对事发地新义岛及盐场集中的曾岛、飞禽岛等区域展开巡查，共检查140名盐工劳动状况。调查发现另有18人存在拖欠薪资问题，其中包括两名残障人士和一名长达十年未能领取薪酬的劳工。经核算，该名劳工十年被拖欠薪资累计达1.2亿韩元。涉事业主均被警方以非羁押方式立案侦查。
海洋警察厅宣布以此案为契机，全面检查西南沿海岛屿地区劳工权益状况。全南警察厅则在7个主要岛屿部署常驻人权调查组。但舆论质疑调查方式存在形式主义，如提前公布检查日程等做法被指为「掩耳盗铃」。

### 新安郡议会副议长
曾任新政民主联盟籍新安郡议会副议长的朴容赞因涉嫌实施盐田奴隶暴行及拖欠薪资，于2014年4月15日被警察当局正式逮捕。这位在新安郡经营盐田的基层议员被控多年来拖欠三名盐工薪资累计超一亿韩元。

### 国际媒体报道
美联社以「韩国活地狱」为题的深度调查被全球主流媒体广泛转载报道。该报道引述受害者证言描述：「被置于韩国偏远岛屿中的现代奴隶们，正过着非人生活」。

### 法院判决
一审光州地方法院木浦分院判处涉案盐业主有期徒刑二年六个月。但二审光州高等法院改判为有期徒刑二年六个月缓刑四年，以「地方传统雇佣惯例」和「提供基本食宿」为由予以轻判。
首尔中央地方法院民事第42庭就盐田奴隶事件受害者朴某等八人起诉国家、新安郡和莞岛郡的损害赔偿案作出部分胜诉判决，裁定「国家应向朴某支付三千万韩元赔偿」，但对地方政府追责请求予以驳回。法院同时驳回了另外七名共同原告的索赔诉求，认为无法证实公职人员存在违法行政作为。